# Jan Ignác František Vojta
Jan Ignác František Vojta (auch Johann Ignaz Franz Wojta; * 1657 in Černovice; † 12. Mai 1701 in Prag) war ein tschechischer Arzt, Geiger und Komponist des Barock.

## Leben
František Vojta, ein Zeitgenosse Bibers, besuchte das Jesuiten-Seminar Sankt Wenzel in der Prager Altstadt. An der Universität Prag studierte er zuerst Philosophie und erhielt am 26. Juni 1684 den Titel eines Doktors der Medizin. Vojta war Hausarzt des Benediktinerklosters St. Nikolaus in Prag. Zu Lebzeiten galt er als einer der beliebtesten Geiger und Komponisten in der Stadt. Es gibt derzeit Nachweise zu 27 Werken, von denen bisher lediglich sieben entdeckt wurden. Sie befinden sich in Bibliotheken von Brünn, Prag, Wien und im Codex Rost in Paris. Vojtas Sonaten gelten als die ältesten Beispiele von Violinsonaten eines tschechischen Komponisten.
Mehrere der Sonaten sind für skordierte Violine geschrieben, eine damals beliebte Praxis, die Ausdruck, Effekte und gewünschte Stimmungsbilder ermöglichte. Zu der als Triosonate angelegten Suite, „Parthia amabilis“ (1680) von „D. Woita“, vermerkte Franz Rost: „Dass zweyte Violin muss der lieblichkheit halber auff einer Brazzen gespielt werden“.
Das tschechische Ensemble „La Gambetta“ spielte 2006 erstmals sämtliche bekannten Instrumental- und Vokalwerke Vojtas ein.